# Juan Agustín Moyano
Juan Agustín Moyano (Mendoza, Virreinato del Río de la Plata, 1787 - Mendoza, Argentina, 1829) fue un militar y político argentino, líder del partido unitario de la provincia de Mendoza a mediados de la década de 1820, que dirigió una revolución y fue ejecutado.

## Carrera militar y política
Hijo de un militar, en su juventud era comerciante y hacendado. Fue también funcionario del cabildo de Mendoza.
Apoyó al partido unitario de su provincia, siendo el hombre de confianza del gobernador Tomás Godoy Cruz en el departamento de Barriales. El gobernador Molina lo nombró juez de paz de ese departamento.
En septiembre de 1825 participó en la campaña contra los federales de la vecina provincia de San Juan y combatió en la batalla de Las Leñas a órdenes de José Félix Aldao.
Bajo el gobierno de Juan Rege Corvalán, Aldao se convirtió en el hombre fuerte del gobierno y se alió con el caudillo riojano Facundo Quiroga. Moyano fue ascendido a teniente coronel.

## La revolución de 1829
Al producirse la invasión del ejército unitario de José María Paz a Córdoba, los unitarios pensaron apoyarse en él para derrocar a los federales. Pero después de la batalla de San Roque, Paz no se movió de su provincia, obligado a defenderse de la reacción federal acaudillada por Quiroga y Aldao. Mientras tanto, los unitarios de Mendoza conspiraron contra los esfuerzos de Aldao para reunir el ejército con el que debían atacar Córdoba. Cuando llegó la noticia de la derrota de Quiroga en La Tablada, y de que Aldao estaba herido en San Luis, los unitarios consideraron llegada su oportunidad.
El 10 de agosto de 1829, Moyano dirigió una revolución que depuso al Corvalán. Sólo después de apoderarse del gobierno, se pusieron a decidir quién sería el nuevo gobernador. Aprovechando la indecisión, Juan Cornelio Moyano, ministro de Corvalán y primo del jefe militar de la revolución, los convenció de nombrar gobernador al general salteño Rudecindo Alvarado, que estaba de paso por la provincia. Los revolucionarios conseguían un candidato prestigioso, y los federales un gobernador relativamente moderado.
Moyano fue nombrado su ministro general de gobierno, y preparó un ejército de voluntarios unitarios para apoyar a Paz.

## Batalla del Pilar y muerte
Pero sorpresivamente reapareció en la provincia el general Aldao, que puso sitio a la ciudad. Enterado de que Moyano había formado un campamento en las afueras de la ciudad, en el sitio conocido como El Pilar, rodeó esa posición con su ejército. Poco después, Alvarado firmó un tratado de paz con Aldao. Pero Moyano desconoció el pacto y convenció a Alvarado de que lo dejara hacer. Se preparó para la lucha.
A punto de lanzarse al ataque, el "fraile" Aldao envió a su hermano Francisco como emisario; mientras estaban aún conversando, las tropas empezaron la batalla por su cuenta. Moyano – o uno de sus oficiales, con conocimiento suyo – mandó matar a Francisco Aldao.
El general Aldao venció a los unitarios. Al finalizar la batalla encontró el cadáver de su hermano. El ex fraile nunca había sido clemente con sus enemigos, pero esa muerte lo puso furioso: ordenó una matanza de los prisioneros de la batalla, y ordenó que los que huían no fueran perdonados al ser alcanzados. Entre los muertos en la persecución se contó Francisco de Laprida, el que fuera presidente del Congreso de Tucumán al producirse la Declaración de independencia de la Argentina.
Moyano se refugió en casa de su primo Cornelio, pero este tuvo miedo de protegerlo y lo entregó a Aldao. Fue sometido a consejo de guerra y condenado a muerte. Murió fusilado en Mendoza a fines de octubre de 1829.